# Циґанувка (Ґарволінський повіт)
Циґанувка (пол. Cyganówka) — село в Польщі, у гміні Вільґа Ґарволінського повіту Мазовецького воєводства.
Населення — 160 осіб (2011).
У 1975-1998 роках село належало до Седлецького воєводства.

## Демографія
Демографічна структура станом на 31 березня 2011 року:
|          | Загалом | Допрацездатний вік | Працездатний вік | Постпрацездатний вік |
| -------- | ------- | ------------------ | ---------------- | -------------------- |
| Чоловіки | 77      | 20                 | 52               | 5                    |
| Жінки    | 83      | 20                 | 43               | 20                   |
| Разом    | 160     | 40                 | 95               | 25                   |